# Enea Hirpino
Enea Irpino, o Hirpino (Parma, ante 1495 – 1520), è stato un poeta italiano.

## Vita e opera
Rimatore cortigiano, dopo aver vissuto l'infanzia a Parma si trasferì a Napoli al seguito della contessa Costanza d'Avalos, che nel 1501 era diventata anche duchessa di Francavilla.
La sua opera più nota è un Canzoniere che si inserisce perfettamente in un filone letterario, consacrato al ritratto, che godette di molta fortuna nel Rinascimento italiano. Hirpino predilesse i "ritratti d'artista", in cui elogiava pittori e opere del suo tempo. Non fu il solo a cimentarsi in questo tipo di tematica: si possono ricordare gli esempi di Bernardo Bellincioni, Niccolò da Correggio, Gandolfo Porrino, Giacomo Cenci e lo stesso Michelangelo Buonarroti, per tacere ovviamente della produzione mariniana (e a lui contemporanea) del secolo successivo.
L'opera ci è tramandata dal manoscritto autografo PAR. 700 della Biblioteca Palatina di Parma, con dedica datata "XX di Marzo MDXX" (20 marzo 1520). Non fu tuttavia mai pubblicata, per quanto si ritiene fosse pronta per la stampa.
La raccolta ha, come detto, il ritratto per protagonista: 
«Il ritratto ha un ruolo centrale nella narrazione lirica, in quanto suscita l'innamoramento per una donna mai vista, Costanza, che diviene inaccessibile oggetto di un amore platonico e letterario, alimentato da immagini interiori e da effigi dipinte […] Il pittore più esplicitamente elogiato è Leonardo da Vinci».
Il ritratto può quindi essere una sorta di vagheggiamento alla Rudel o riferirsi a delle opere d'arte. Hirpino poetò anche alcune dame illustri e le loro rispettive città.
Il maestro di Vinci viene lodato con queste parole nel sonetto È questa quella humana et vera forma, primo di un trittico dedicato a Leonardo:
«Quel bon pittor egregio, che dipinse/
tanta beltà sotto il pudico velo,/
superò l'arte, et se medesmo vinse.»
A Leonardo dedicò anche due madrigali: Mirand'il Vincio in sé Madonna ratto e Chiaro et gentil mio Vincio in van dipinge.
Questo ciclo leonardesco, comprendente cinque testi, ha per oggetto un'opera dell'artista andata perduta, la cui data di composizione oscilla tra il 1505 e il 1515. I critici propendono a identificare la donna rappresentata nel dipinto in Costanza d'Avalos, ma non mancano voci fuori dal coro, come quella di Carlo Vecce, che parlò di una Isabella amata da Hirpino.